# Алма (Мичиген)
Алма (енгл. Alma) град је у америчкој савезној држави Мичиген. По попису становништва из 2010. у њему је живело 9.383 становника.

## Демографија
Према попису становништва из 2010. у граду је живело 9.383 становника, што је 108 (1,2%) становника више него 2000. године.
| Група             | 2000.         | 2010.         |
| Белци             | 8.434 (90,9%) | 8.303 (88,5%) |
| Афроамериканци    | 49 (0,5%)     | 81 (0,9%)     |
| Азијати           | 70 (0,8%)     | 71 (0,8%)     |
| Хиспаноамериканци | 576 (6,2%)    | 763 (8,1%)    |
| Укупно            | 9.275         | 9.383         |